# پنی فورد (خواننده)
پنی فورد (به انگلیسی: Penny Ford) (زاده ۱۱ ژوئن ۱۹۶۴) خواننده و ترانه‌سرا آمریکایی است.